# Kabelvåg
Kabelvåg är en tätort och ett fiskeläge i Lofoten i norra Norge. Orten tillhör Vågans kommun i Nordland fylke och är Lofotens äldsta fiskeläge. 2022 hade orten 2 234 invånare. Här finns Lofotens folkhögsskola och Nordland kunst- og filmskole.

## Sevärdheter
- Lofotakvariet
- Galleri Espolin
- Lofotmuseet
- Vågan kyrka, "Lofotkatedralen", en träkyrka som byggdes 1898 och har ca 1.200 sittplatser.